# Manuel II del Congo
Manuel II Mpanzu a Nimi (m. 1743) va ser manikongo del regne del Congo reunificat després de la guerra civil del Congo des de febrer de 1718 al 21 d'abril de 1743.
Manuel Makasa pertanyia al Kanda Kimpanzu, és el mig germà uterí del pretendent Pedro Constantino da Silva, però també gendre i successor en 1718 del rei Pere IV del Congo al qual es va unir en 1709. En el moment del seu matrimoni, havia estat anomenat "Príncep de Kongo" amb l'expectativa de successió de Pedro IV qui per aquest compromís havia decidit posar fi a la Guerra Civil iniciada el 1665 una rotació de la reialesa entre els clans.
Tot i això va esclatar una guerra en 1733-1734 a Mbamba entre els Kinlaza de Nkondo, partidaris del futur Garcia IV del Congo i els Kimpanzu de Lovota. Tanmateix, després de la seva mort el 1743 el nou rei Garcua IV del Congo va ser escollit el 27 de juliol de 1743 segons l'acord entre els membres de Kanda Kinlaza.